# Narodna stranka Radom za Boljitak
Narodna stranka "Radom za Boljitak" je bosanskohercegovačka politička stranka koja djeluje na prostoru cijele Bosne i Hercegovine od svog osnutka. Većina gospodarstvenika, nezadovoljna poslovnim uvjetima u BiH, odlučuje osnovati stranku 1. listopada 2001. godine, a jedni od osnivača su vlasnici nekad najveće mesne industrije Lijanovići. Većina stranih ambasada je podržala osnutak stranke smatrajući je osvježenjem i alternativom jednonacionalim političkim strankama. 

## Povijest
Stranka je osnovana 1. listopada 2001. u Širokom Brijegu. Definirala se kao građanska, odnosno višenacionalna stranka. Djeluje na prostoru cijele Bosne i Hercegovine. Bila je dio Vlade Federacije od 2001. do 2003. i ponovo od 2011. do 2015. godine. 

## Uspjesi na izborima

### Županijske skupštine u FBiH
| Unsko-sanska             | 0 / 25  | 0 / 25   | 2 / 25   | 0 / 25  |
| Posavska                 | 0 / 21  | 2 / 21   | 0 / 21   | 0 / 21  |
| Tuzlanska                | 0 / 35  | 2 / 35   | 2 / 35   | 2 / 35  |
| Zeničko-dobojska         | 0 / 35  | 1 / 35   | 3 / 35   | 0 / 35  |
| Bosansko-podrinjska      | 0 / 25  | 1 / 25   | 3 / 25   | 0 / 25  |
| Srednjobosanska          | 0 / 30  | 1 / 30   | 2 / 30   | 0 / 30  |
| Hercegovačko-neretvanska | 0 / 28  | 0 / 28   | 1 / 28   | 0 / 28  |
| Zapadnohercegovačka      | 2 / 23  | 2 / 23   | 3 / 23   | 1 / 23  |
| Sarajevska               | 0 / 35  | 0 / 35   | 1 / 35   | 0 / 35  |
| Hercegbosanska           | 2 / 25  | 1 / 25   | 3 / 25   | 2 / 25  |
| ukupno                   | 4 / 282 | 10 / 282 | 20 / 282 | 5 / 282 |